# منشأة الدهب البحرية
قرية منشأة الدهب البحرية  هي إحدي القرى التابعة لمركز المنيا بمحافظة المنيا في جمهورية مصر العربية. حسب إحصاءات سنة 2006، بلغ إجمالي السكان في منشأة الدهب البحرية 12547 نسمة، منهم 6421 رجل و6126 امرأة.